# 阿爾卑斯集團
阿爾卑斯集團（法語：Compagnie des Alpes），1989年成立，於泛歐交易所上市，總部設於法國巴黎，是多個歐洲滑雪場的營運商，亦有經營主題公園及蠟像館。